# 英国出口融资署
英國出口信貸局（英語：UK Export Finance，简称UKEF），係出口信貸擔保部（Export Credits Guarantee Department, ECGD）對外運作的名稱，為英國的出口信貸機構，也是英國政府的一個部級部門。它被評為2019年全球最佳出口信貸機構。2019年，英國出口信貸局作為世界上運行時間最長的出口信貸機構慶祝了成立100週年。

## 活動
英國出口信貸局的權力源自《1991年出口和投資擔保法令》（Export and Investment Guarantees Act 1991），並根據英國財政部的同意開展活動。英國出口信貸局成立於1919年，旨在彌補英國在第一次世界大戰期間因德意志帝國對協約國發動的無限制潛艇戰所造成的出口損失。
英國出口信貸局的目標是通過幫助英國商品的出口和服務英國之出口商獲得業務來促進英國經濟，並通過提供擔保、保險和再保險來防止損失，從而幫助英國公司進行海外投資，同時考慮到英國政府更廣泛的國際政策議程。英國政府要求英國出口信貸局的運營收入略高於收支平衡，向出口商收取每種情況下和成本相匹配的保費。
英國出口信貸局的大部分活動涉及承保長期貸款以支持資本貨物的銷售，主要用於飛機、橋樑、機械和服務的出口；它幫助英國企業參與石油和天然氣管道建設以及醫院、機場和發電廠升級改造等重大海外項目。英國出口信貸局可以為低至1000英鎊的合同提供支持，但支持的某些項目遠遠超出10億英鎊大關。

## 外部連結
- 英國出口融資署
- 英國官方進出口推廣網站 （页面存档备份，存于）